# Stephenson Percy Smith

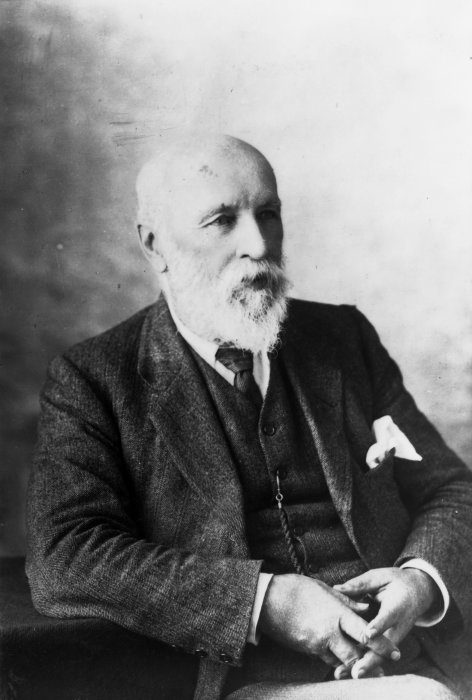
Stephenson Percy Smith
(ca. 1908)

Stephenson Percy Smith, kurz Percy Smith (* 11. Juni 1840 in Beccles, Suffolk, England; † 19. April 1922 in New Plymouth, Neuseeland) war ein neuseeländischer Landvermesser, Ethnologe, Autor verschiedener Bücher und Mitherausgeber des Journal of the Polynesian Society.

## Leben
Stephenson Percy Smith wurde am 11. Juni 1840 als ältester Sohn der Eheleute Hannah Hursthouse und John Stephenson Smith in Beccles in der Grafschaft Suffolk in England geboren. Smiths Vater war ein Holz- und Getreidehändler und später im Öffentlichen Dienst angestellt. Am 9. August 1849 schiffte sich die Familie in London auf der Pekin, einem Schiff der New Zealand Company, mit dem Ziel New Plymouth, Neuseeland ein. Der Bruder von Smiths Mutter lebte bereits dort und überredete seine Familie nachzukommen. Sie erreichten Wellington am 26. Dezember 1849 und siedelten in New Plymouth im Februar des folgenden Jahres.

## Berufliche Karriere als Landvermesser
Smith ging zunächst in New Plymouth und später in Omata zur Schule, verließ diese aber 1854, um auf der Farm der Familie zu arbeiten. Im Februar 1855 bekam er eine Anstellung als Kadett beim Vermessungsamt und wurde nach seiner zweijährigen Ausbildung als Assistent für die Landvermessung übernommen. Während seiner Ausbildung war Smith über längere Zeiten im Land unterwegs und häufig auch im Kontakt mit den Māori. Im Februar 1857 erklomm er mit vier Kollegen den Mount Taranaki. Vom 4. Januar 1858 an, ein Jahr bevor Ferdinand von Hochstetter und Julius von Haast das Gebiet um den Lake Taupō und dem Ruapehu und Tongariro besuchten, ging Smith mit vier Kollegen von New Plymouth aus auf eine Expeditionsreise, rund 600 Meilen zu Fuß, mit dem Kanu oder auf dem Pferd, quer durch das Volcanic Plateau der Nordinsel bis hinunter nach Wanganui.
Im Oktober 1859 wurde Smith in das Native Land Purchase Office (Büro für den Landkauf von Māori-Land) nach Auckland versetzt und arbeitete für das Department vier Jahre lang nördlich und östlich von Auckland als Landvermesser.
1862 lernte er Mary Anne Crompton, Tochter eines Mitglieds des Taranaki Provincial Council in Auckland, kennen und heiratete sie am 23. April des folgenden Jahres. Im März 1865 kehrte Smith mit seiner Frau nach Taranaki zurück. Von dort aus bereiste er für seine Arbeiten fast das gesamte Land der Nordinsel, einschließlich der Chatham Islands. 1871 zog Smith mit seiner Familie wieder nach Auckland, wo er 1877 zum ersten geodätischen Landvermesser und Cheflandvermesser des Provincial District of Auckland befördert wurde. 1881 folgte die Beförderung zum Assistenten des General-Landvermessers und 1888 zum Bevollmächtigten des Lands der Krone für den Auckland District. Im Januar 1889 wurde er zum General-Landvermesser und Sekretär der Abteilung Land und Bergbau berufen, Positionen, die er bis zu seiner Pensionierung, die am 30. Oktober 1900 erfolgte, innehatte.

## Engagement als Ethnologe
Während seiner Tätigkeit als Landvermesser sammelte Smith reichlich Erfahrung mit der Lebensweise, der Tradition und Kultur der Māori und im Umgang mit ihnen. Er erlernte ihre Sprache und lernte ihre Mythen und historische Überlieferungen kennen.
Zusammen mit Edward Robert Tregear gründete er 1892 die Polynesian Society und war Mitherausgeber von The Journal of the Polynesian Society. Beide nahmen an, dass die Kultur der Māori im Begriff war auszusterben, und ihre Intention zur Gründung der Gesellschaft und ihrer Aktivitäten war, das Wissen um sie zu bewahren, bevor es verloren ging.
Smith war ein Autodidakt, was das Studium der Ethnologie der Māori und ihrer Herkunft anbetraf. Durch seine Publikationen während seiner 30-jährigen Schaffenszeit in der Polynesian Society verschaffte er sich Respekt und Anerkennung in Fachkreisen. Er stand im Kontakt mit dem Royal Anthropological Institute of Great Britain and Ireland und der Royal Geographical Society in London, der Hawaiian Historical Society auf Hawaii und dem Società di antropologia d'Italia in Prato nahe Florenz.

## Ehrung und Tod
1920 wurde Smith für seine Verdienste mit der Hector Memorial Medal von der Royal Society of New Zealand geehrt.
Elf Jahre nach dem Tod seiner Frau verstarb Stephenson Percy Smith am 19. April 1922 in New Plymouth und hinterließ vier Kinder.
1951 wurde vom New Zealand Institute eine Gedenkmedaille ihm zu Ehren herausgebracht.

## Werke
- 1858 – Notes of a journey from Taranaki to Mokau, Taupo, Rotomahana, Tarawera and Rangitikei. 1858 (englisch, Tagebuch über die Reisen von Taranaki nach Taupo und dem Rotorua district; 1953 neu herausgeben vom Taranaki Herald, New Plymouth).
- 1886 – The eruption of Tarawera: a report to the Surveyor-General. New Zealand Government, Wellington 1886 (englisch).
- 1898 – The peopling of the North : notes on the ancient Māori history of the Northern Peninsula and sketches of the history of the Ngāti-Whātua tribe of Kaipara, New Zealand. Whitcombe & Tombs, Wellington 1898 (englisch, 1998 neu herausgegeben von Kiwi Publishers, Christchurch).
- 1898 – Hawaiki: the whence of the Maori, first published in 1898. Whitcombe & Tombs, Wellington 1898 (englisch).
- 1902 – Niue : the island and its people. In: Journal of the Polynesian Society. Polynesian Society, New Plymouth 1902 (englisch, 1983 neu herausgeben vom Institute of Pacific Studies & the Niue Extension Centre of the University of the South Pacific).
- 1904 – Wars of the northern against the southern tribes of New Zealand in the nineteenth century. Whitcombe and Tombs, Wellington 1904 (englisch).
- 1907 – zus. mit Edward Tregear, Francis Edwin Lawes: A vocabulary and grammar of the Niué dialect of the Polynesian language. New Zealand Government, Wellington 1907 (englisch).
- 1910 – Māori wars of the nineteenth century : the struggle of the northern against the southern Māori tribes prior to the colonisation of New Zealand in 1840. Whitcombe & Tombs, Christchurch 1910 (englisch).
- 1910 – History and traditions of the Maoris of the west coast, North Island of New Zealand, prior to 1840. Thomas Avery, New Plymouth 1910 (englisch).
- 1913 – The lore of the Whare-wānanga: or, Teachings of the Maori College on religion, cosmogony, and history. Polynesian Society, New Plymouth 1913 (englisch, 1978 neu herausgegeben von AMS Press, New York).
- 1921 – Hawaiki : the original home of the Maori, with a sketch of Polynesian history. Whitcombe & Tombs, Auckland 1921 (englisch).[4]